# Ville Paumola
Ville Paumola est un snowboardeur finlandais né le 16 mars 1991. Il a remporté la médaille de bronze en slopestyle aux Championnats du monde 2011 à La Molina.